# Tagucsi Nobutaka
Tagucsi Nobutaka (田口信教; Hepburn: Taguchi Nobutaka; Szaidzsó, 1951. június 18. –) olimpiai bajnok és olimpiai bronzérmes japán úszó. Az 1972. évi nyári olimpiai játékokon 100 méteres mellúszásban győzedelmeskedett. 1987-ben bekerült az úszás hírességeinek csarnokába.

## Élete és pályafutása
1976-ban visszavonult a versenysportból. 1984-ben a Kanojai Nemzeti Fitnesz- és Sportintézményben lett előadó, majd 1993-ban a testnevelés egyetemi tanára. 2017-ben professor emeritus címet kapott.

### Olimpiai szereplése
| Versenyző        | Versenyszám | Előfutam | Előfutam | Előfutam | Elődöntő | Elődöntő | Elődöntő | Döntő   | Döntő    |
| Versenyző        | Versenyszám | Idő      | Hely.    | Össz.    | Idő      | Hely.    | Össz.    | Idő     | Helyezés |
| ---------------- | ----------- | -------- | -------- | -------- | -------- | -------- | -------- | ------- | -------- |
| Tagucsi Nobutaka | 100 m mell  | 1:06,07  | 1.       | 3.       | 1:05,13  | 1.       | 1.       | 1:04,94 |          |
| Tagucsi Nobutaka | 200 m mell  | 2:23,45  | 1.       | 1.       |          |          |          | 2:23,88 |          |